# Ridderorden in Monaco
Monaco, een klein prinsdom, kent vier ridderorden.
- De Orde van Sint-Karel (Ordre de Saint-Charles) 1858
- De Orde van de Kroon (Ordre de la Couronne) 1960
- De Orde van Grimaldi (Ordre de Grimaldi) 1954
- De Orde van Culturele Verdienste (Ordre du Mérite Culturel) 1952

Orde van Sint-Karel · Orde van de Kroon · Orde van Grimaldi · Orde van Culturele Verdienste · Medaille d'Honneur · Medaille van het Rode Kruis
Zie ook: Ridderorden in Monaco